# Bocar Pathé Diong
Bocar Pathé Diong, né en 1946 et mort en 1989, est un peintre sénégalais issu de la première génération de l'« École de Dakar ».
Ses œuvres firent partie de celles exposées dans le cadre d’une exposition d’une ampleur exceptionnelle organisée à l'initiative du Président Senghor, en 1974, par le Musée Dynamique de Dakar (situé sur la corniche Ouest): « Art contemporain du Sénégal », qui circula dans le monde entier, d’abord au Grand Palais, à Paris, avant de parcourir l’Europe, l’Amérique et l’Asie pendant dix ans .

## Sélection d'œuvres

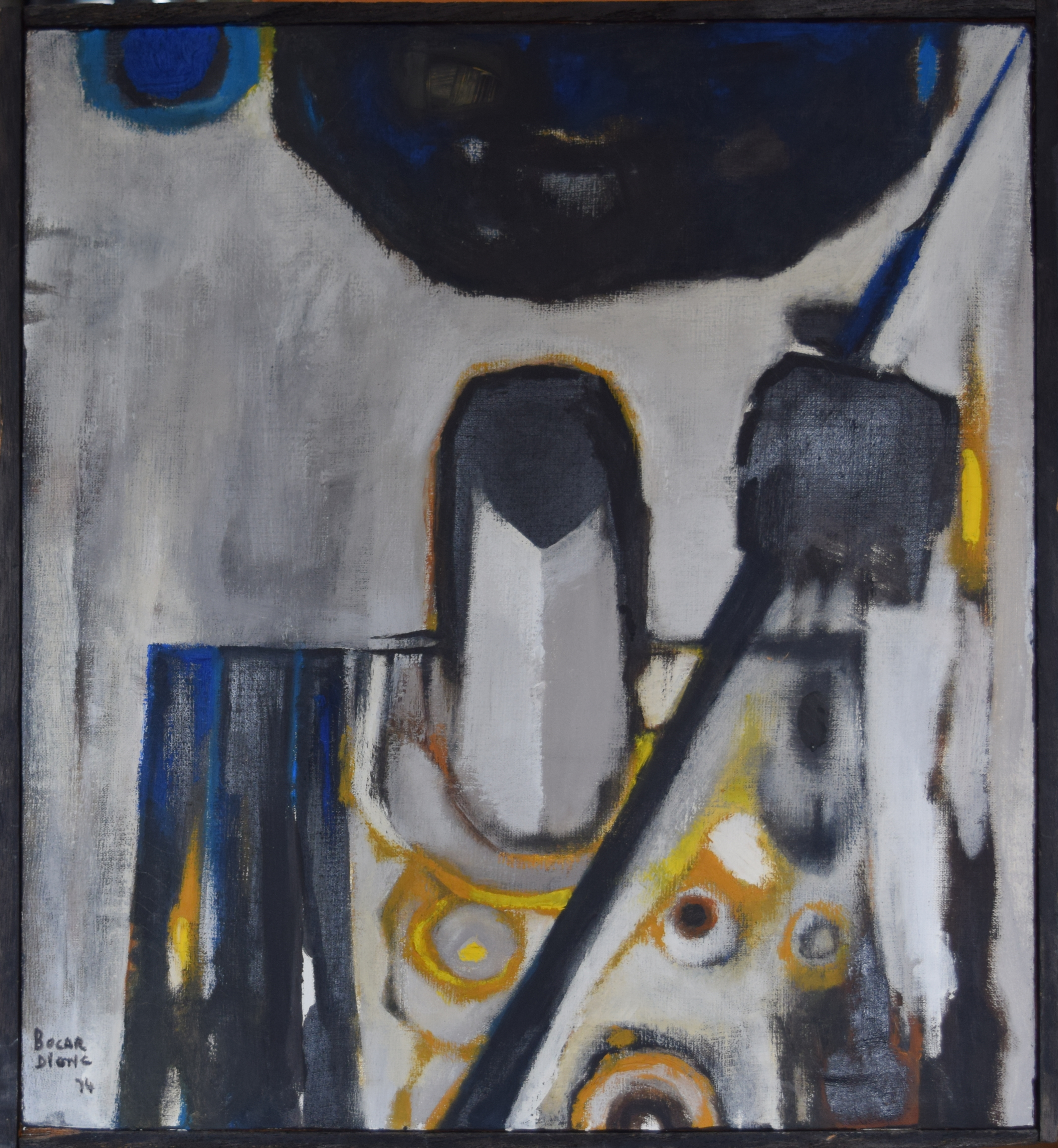
La lance bleue de Bocar Pathé Diong 1974

- L'Offrande, 1966-1974
- La Lance bleue, 1974
- Cahéna, 1976
- Kaabu, 1980
- La Porteuse de lait, 1981